# Real (Valencia)
Real (anteriormente Real de Montroy) es un municipio y localidad española de la provincia de Valencia, en la Comunidad Valenciana. El término municipal, ubicado en la comarca de la Ribera Alta, tiene una población de 2435 habitantes (INE 2024).

## Geografía

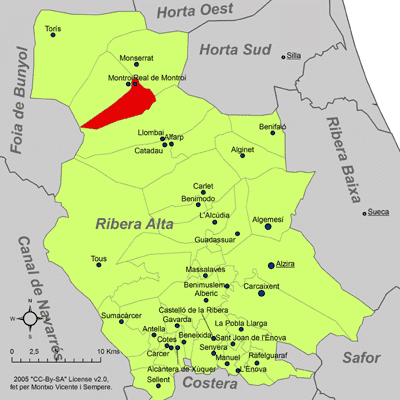
Localización en la comarca de la Ribera Alta

Situado dentro de la comarca de la Ribera Alta del Júcar en la subcomarca de la Vall dels Alcalans. Dentro de su relieve destaca el río Magro, cuyo curso abraza en un meandro a la población y cuyo caudal es aprovechado para el regadío de su huerta. Entre las elevaciones montañosas destacan la Serreta, Barasa, el Espolón, el Carrechal y las lomas del Peñasco y del Sogroy.
El clima es clima mediterráneo.
Desde Valencia, se accede a esta localidad a través de la CV-405 para enlazar con la CV-50.
El término municipal de Real limita con las siguientes localidades:
Dos Aguas, Llombay, Monserrat y Montroy, todas ellas de la provincia de Valencia.
De la localidad de Montroy únicamente le separa el puente sobre el río Magro que une ambas localidades.

## Historia
Según una leyenda popular de Montroy, Real se formó a partir de habitantes de Montroy que cruzaron el río y establecieron sus viviendas al otro lado. Sin embargo, se trata de una falsa creencia, ya que por los restos anteriores a los musulmanes hallados, el origen de Real fue anterior al de Montroy y nada tuvo que ver el origen ni el devenir histórico de una población con el de la otra, siendo Real un condado, mientras que Montroy pertenecía la orden de Montesa.
En su obra cumbre sobre el Reino de Valencia, Cavanilles se refiere al nombre de Real como una deformación del nombre árabe de Rahal o Raal, que significa terraza aluvial o vega de un río.
A mediados del siglo XIX, el lugar contaba con una población censada de 812 habitantes. La localidad aparece descrita en el decimotercer volumen del Diccionario geográfico-estadístico-histórico de España y sus posesiones de Ultramar de Pascual Madoz de la siguiente manera:

REAL DE MONTROV: l. con ayunt. de la prov., aud. terr., c. g. y dióc. de Valencia (4 leg), part. jud. de Carlet (2): sit. en terreno llano; le baten todos los vientos; su clima es templado, afecto á las tercianas é inflamaciones catarrales. Tiene 200 casas, escuela de niños á la que concurren 40, dotada con 2,000 rs.; otra de niñas con igual asistencia y 1,400 rs. de dotacion; é igl. parr. (San Pedro Apóstol) de primer ascenso, servida por un cura de provision ordinaria. Confina el term. por N. y O. con Monserrat; E. Lombay, y S. Dos aguas y Montroy: en un radio comprende los montes denominados la Talladora y la Serreta á la parte de Lombay que divide el térm. y la Loma de Coca que le divide también al S., sin estar poblados. El terreno es fértil de buena calidad, regado por el r. Magro ó Juanes, que naciendo en Caudete se reúne luego al Júcar en Algemesí, y de las aguas de una fuente llamada del Algoder que riega sobre 200 hanegadas. caminos: el de Lombay que cruza por este pueblo con direccion á Turis, y otro tambien carretero con la misma direccion en mal estado. El correo se recibe de Chiva por balijero dos veces á la semana. prod.: trigo, maíz, vino, aceite, algarrobas, batatas, frutas y hortaliza; mantiene ganado lanar para el consumo; hay caza de conejos, liebres y perdices, y alguna pesca de barbos y madrillas. ind.: la agrícola y 2 molinos harineros. pobl.: 244 vec., 812 alm. cap. prod.: 1.415,347 rs. imp. 53,170. contr.: 7,708.
(Madoz, 1849, p. 379)

## Demografía
Real cuenta con una población de 2435 habitantes (INE 2024).
| Gráfica de evolución demográfica de Real entre 1842 y 2021                                                          |
| |
| Población de derecho según los censos de población del INE Población de hecho según los censos de población del INE |

## Economía
Su economía descansa fundamentalmente en una agricultura mixta de secano y regadío. Los terrenos de regadío se dedican a naranjos, frutales y hortalizas. El secano, en franca regresión, se dedica al cultivo de la vid, al olivo y al algarrobo. La producción vinícola es elaborada por la cooperativa local suministrando además materia prima a una industria de anisados y licores. La ganadería cuenta con varios cientos de cabezas entre vacuno, lanar y porcino; también está muy desarrollada la avicultura.

## Administración y política
| Periodo   | Nombre                                                                                 | Partido                   |
| --------- | -------------------------------------------------------------------------------------- | ------------------------- |
| 1979-1983 | Gonzalo Salvador Navarro                                                               | PSPV-PSOE                 |
| 1983-1987 | Gonzalo Salvador Navarro José García Morell                                            | PSPV-PSOE                 |
| 1987-1991 | Francisco López López                                                                  | PSPV-PSOE                 |
| 1991-1995 | Francisco López López                                                                  | PSPV-PSOE                 |
| 1995-1999 | Francisco López López (1995-1996) Moción de Censura Carmen Ocaña Hernándiz (1996-1999) | PSPV-PSOE Grupo Mixto     |
| 1999-2003 | Carmen Ocaña Hernándiz                                                                 | INDEPENDIENTES REAL       |
| 2003-2007 | Alejandro Blasco Sánchez                                                               | AEA - AGORA               |
| 2007-2011 | Alejandro Blasco Sánchez (2007-2009) María Dolores López Garrigós (2009-2011)          | PSPV-PSOE                 |
| 2011-2015 | Alejandro Blasco Sánchez                                                               | AEA - AGORA               |
| 2015-2019 | Alejandro Blasco Sánchez                                                               | AEA - AGORA               |
| 2019-2023 | Antonio Hernandiz Chermes (2019-2021) Gerardo López Mateu (2021-2023)                  | Cs - Ciudadanos PSPV-PSOE |
| 2023-act. | Gerardo López Mateu                                                                    | PSPV-PSOE                 |

## Patrimonio
- Iglesia parroquial de San Pedro. Es un edificio levantado en 1587 según los cánones del estilo gótico florido, si bien en la posteridad ha sufrido numerosos añadidos e innovaciones.
- Parque Rahal. Antiguamente en este parque estaba situado el campo de fútbol del Real.
- Refugio Juanxo. Un antiguo refugio para pastores, donde se cobijaban en épocas de guerra. Actualmente este refugio es frecuentado por jóvenes para acampar.
- Castell dels Alcalans. Es un castillo de procedencia musulmana, ya en ruinas. Uno de los mejores arqueólogos de la Comarca de la Ribera, encontró varios vestigios de ADN de Jaime I.

## Fiestas locales
- Fiestas patronales. Se celebran a primeros de julio en honor a San Pedro Apóstol, entre las fiestas destaca el acto de la cabalgata, totalmente artesanal y realizado por los grupos de amigos del pueblo. Las fiestas se dividen en, los días de verbena por las noches y de procesión de los distintos santos. La tradición del "barracó", en la semana taurina, es una fiesta de riqueza social, donde la población de Real y de alredodores, se reúnen para disfrutar de unos días de comida, bebida, y música sin parar.
- Fallas. En Real hay dos fallas, la Falla Rahal y l'Estoreta Velleta que celebran la fiesta una semana antes que la de Valencia, por acuerdo con la banda de música del pueblo, que es contratada por diferentes fallas de la ciudad durante la semana fallera. Las fallas organizan numerosas comidas y cenas en las que pueden participar tanto falleros como socios. El viernes, sábado y domingo de la semana fallera se organizan pasacalles, en los que los falleros desfilan por el pueblo. El domingo, además, se celebra el "tren fallero" donde la gente se disfraza por grupos, y desfila a pie por el pueblo. Las fiestas finalizan con la "quema" ("cremà"), que se hace el domingo por la noche.
- Entrada Mora. Desde hace unos años la Falla Rahal organiza para todo el pueblo una entrada mora por las calles principales del pueblo. Desde su primera edición tuvo una acogida espectacular y aunque es organizada por dicha falla pueden participar todas las personas del pueblo. Además, suelen invitar a distintas asociaciones de comparsas moras. Esta festividad no tiene una fecha concreta aunque suele realizarse sobre las últimas semanas de septiembre.